# Обение участника:85.113.214.79
6уш4ещ5з4кгн6ннмеаеаеаиоо4ш44ащеаа4я 6уш4ещ5з4кгн6ннмеаеаеаиоо4ш44ащеаа4я 6уш4ещ5з4кгн6ннмеаеаеаиоо4ш44ащеаа4я 6уш4ещ5з4кгн6ннмеаеаеаиоо4ш44
ащеаа4я 6уш4ещ5з4кгн6ннмеаеаеаиоо4ш44ащеаа4я 6уш4ещ5з4кгн6ннмеаеаеаиоо4ш44ащеаа4я 6уш4ещ5з4кгн6ннмеаеаеаиоо4ш44ащеаа4я 6уш4ещ5з4кгн6ннмеаеаеаиоо4ш44ащеаа4я 6уш4ещ5з4кгн6ннмеаеаеаиоо4ш44ащеаа4я 6уш4ещ5з4кгн6ннмеаеаеаиоо4ш44ащеаа4я